# Hymenophyllum elegans
Hymenophyllum elegans är en hinnbräkenväxtart som beskrevs av Kurt Sprengel. Hymenophyllum elegans ingår i släktet Hymenophyllum och familjen Hymenophyllaceae. Inga underarter finns listade.